# Jeanny, la cinquena noia
Jeanny, la cinquena noia (títol original en alemany, Jeanny – Das 5. Mädchen) és un telefilm de thriller germanoaustríac del 2022 protagonitzat per Theresa Riess i Manuel Rubey. La pel·lícula va ser dirigida per Andreas Kopriva i escrita per Thorsten Wettcke i Andreas Karlström. La trama està inspirada en motius de la cançó Jeanny de Falco. S'ha doblat al català.
La pel·lícula es va estrenar a la plataforma Flimmit el 23 de gener de 2022. Es va emetre al canal austríac ORF el 30 de gener 2022 amb motiu del 65è aniversari del músic Johann Hölzel el 19 de febrer de 2022. La pel·lícula es va projectar per primera vegada a la cadena alemanya Das Erste el 9 de febrer de 2022.
El rodatge va tenir lloc del 14 de setembre al 16 d'octubre de 2020 a la Baixa Àustria i es va rodar principalment a Mödling i els seus voltants.